# Haplochthonius stylosanthes
Haplochthonius stylosanthes är en kvalsterart som beskrevs av Corpuz-Raros och García 2003. Haplochthonius stylosanthes ingår i släktet Haplochthonius och familjen Haplochthoniidae. Inga underarter finns listade i Catalogue of Life.